# Fred Zinnemann
Fred Zinnemann (Viena, 29 de Abril de 1907 — Londres, 14 de Março de 1997) foi um diretor de cinema austríaco naturalizado estadunidense. Dirigiu alguns dos mais célebres filmes do cinema estadunidense, sendo premiado com quatro Óscares.

## Filmografia
- 1982 – Five Days One Summer
- 1977 – Julia
- 1973 – The Day of the Jackal
- 1966 – A Man for All Seasons
- 1964 – Behold a Pale Horse
- 1960 – The Sundowners
- 1959 – The Nun's Story
- 1957 – A Hatful of Rain
- 1955 – Oklahoma!
- 1953 – From Here to Eternity
- 1952 – The Member of the Wedding
- 1952 – High Noon
- 1951 – Benjy (curta-metragem)
- 1951 – Teresa
- 1950 – The Men
- 1948 – Act of Violence
- 1948 – The Search
- 1947 – My Brother Talks to Horses
- 1946 – Little Mister Jim
- 1944 – The Seventh Cross
- 1942 – Eyes in the Night
- 1942 – Kid Glover Killer
- 1942 – The Lady or the Tiger? (curta-metragem)
- 1941 – Your Last Act (curta-metragem)
- 1941 – Forbidden Passage (curta-metragem)
- 1940 – The Great Meddler (curta-metragem)
- 1940 – The Old South (curta-metragem)
- 1940 – Stuffie (curta-metragem)
- 1940 – A Way in the Wilderness (curta-metragem)
- 1939 – Forgotten Victory (curta-metragem)
- 1939 – The Ash Can Fleet (curta-metragem)
- 1939 – One Against the World (curta-metragem)
- 1939 – Help Wanted (curta-metragem)
- 1939 – While America Sleeps (curta-metragem)
- 1939 – Weather Wizzards (curta-metragem)
- 1938 – A Friend in Need (curta-metragem)
- 1938 – That Mothers Might Live (curta-metragem)
- 1938 – They Live Again (curta-metragem)
- 1938 – Tracking the Sleeping Death (curta-metragem)
- 1938 – The Story of Doctor Carver (curta-metragem)
- 1936 – Redes
- 1930 – Menschen am Sonntag

## Prémios e nomeações
- Recebeu duas nomeações ao Óscar de melhor filme, por The Sundowners (1960) e A Man for All Seasons (1966). Venceu por A Man for All Seasons.
- Recebeu sete nomeações ao Óscar de Melhor Realizador, por The Search (1948), High noon (1952), From Here to Eternity (1953), The Nun's Story (1959), The Sundowners (1960), A Man for All Seasons (1966) e Julia (1977). Venceu por From Here to Eternity e A Man for All Seasons.
- Ganhou o Óscar de melhor documentário de curta-metragem, por Benjy (1951).
- Recebeu seis nomeações ao Globo de Ouro de Melhor Realizador, por From Here to Eternity (1953), A Hatful of Rain (1957), The Nun's Story (1959), A Man for All Seasons (1966), The Day of the Jackal (1973) e Julia (1977). Ganhou por From Here to Eternity e A Man for All Seasons.
- Recebeu duas nomeações ao BAFTA de melhor filme, por The Nun's Story (1959) e A Man for All Seasons (1966). Ganhou por A Man for All Seasons.
- Ganhou o BAFTA de Melhor Filme Britânico, por A Man for All Seasons (1966).
- Recebeu duas nomeações ao BAFTA de Melhor Realizador, por The Day of the Jackal (1973) e Julia (1977).
- Recebeu uma nomeação ao César de Melhor Filme Estrangeiro, por Julia (1977).
- Ganhou o Prémio Bodil de Melhor Filme Americano, por High Noon (1952).
- Ganhou o Prémio Especial no Festival de Cannes, por From Here to Eternity (1953).
- Ganhou o Prémio FIPRESCI no Festival de Veneza, por A Hatful of Rain (1957).
- Ganhou o Prémio OCIC no Festival de Veneza, por A Hatful of Rain (1957).
- Ganhou uma Menção Especial no Festival de Moscovo, por A Man for All Seasons (1966).